# Hacazsel
Hacazsel (románul: Hățăgel) falu Romániában, Erdélyben, Hunyad megyében.

## Fekvése
Hátszegtől délnyugatra, Demsustól keletre fekvő település.

## Története

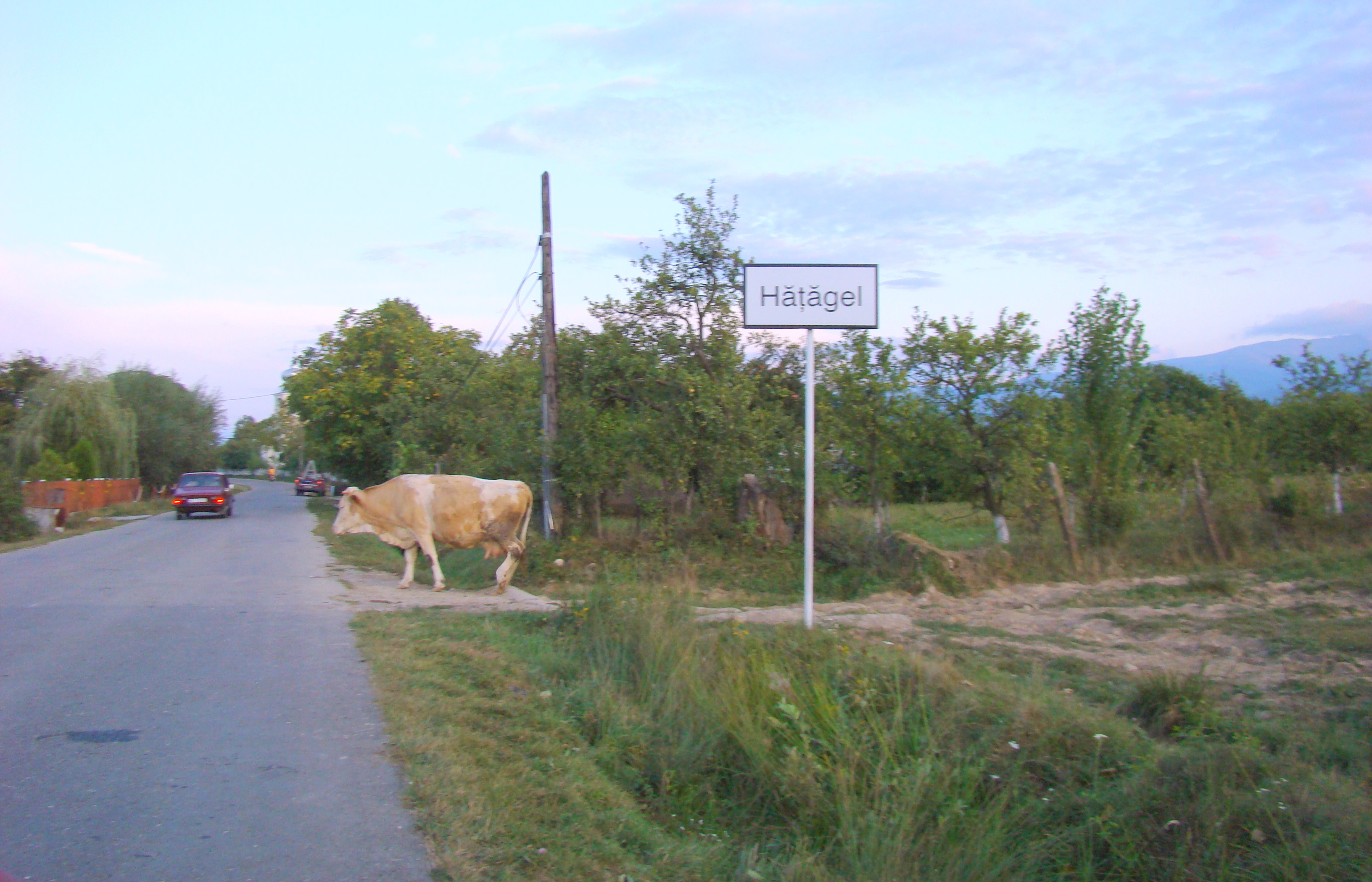

Hacazsel, Hátszeg: Kishátszeg nevét 1447-ben említette először oklevél p. Haczachek {!Haczachel?} néven.
A későbbiekben: 1453-ban p. Haczagyel, 1600-ban Haczaszkel, 1733-ban Hátzezel, 1750:  Heczeczel, 1760–1762 között Haczazsell, 1808-ban Haczadsel, Kishátszeg, Klein-Hotzing, Hadcsaczel ~ Hasaczel, 1888-ban Haczasel  (Kis-Hátszeg), 1913-ban  Hacazsel formában fordult elő.
1518-ban p. Hachachel néven említették, mint Dampsosi ~ Morsonai, Dampsosi Árki-birtokot.
A trianoni békeszerződés előtt Hunyad vármegye Hátszegi járásához tartozott. 
1910-ben 399 lakosa volt, melyből 7 magyar, 390 román volt. Ebből 8 római katolikus, 371 görögkatolikus, 19 görög keleti ortodox volt.